# (6719) Gallaj
(6719) Gallaj est un astéroïde de la ceinture principale.

## Description
(6719) Gallaj est un astéroïde de la ceinture principale. Il fut découvert le 16 octobre 1990 à Naoutchnyï par Lioudmila Jouravliova et Galina Kastel. Il présente une orbite caractérisée par un demi-grand axe de 2,76 UA, une excentricité de 0,08 et une inclinaison de 3,2° par rapport à l'écliptique.

## Compléments